# Kalman Mesarić
Kalman Mesarić (Prelog, 17. rujna 1900. – Zagreb, 29. siječnja 1983.) bio je hrvatski književnik i kazališni redatelj.

## Životopis
Dramaturške studije pohađao je u Berlinu. Do kraja II. svjetskog rata radio je kao redatelj i prevoditelj u zagrebačkom HNK-u. Kasnije je djelovao kao ravnatelj drame i redatelj u više hrvatskih i bosanskohercegovačkih kazališta. Na početku svoga djelovanja bio je blizak avangardnim pokretima. Taj se utjecaj vidi u noveli Divlji ples (1921.) te zbirki pjesama Tragigroteske (1923.). Napisao je komediju Gospodsko dijete, koja je je 1936. odigrana u zagrebačkom HNK. Ta se komedija smatra jednom od najpopularnijih hrvatskih komedija između dva svjetska rata.